# Islandia en los Juegos Olímpicos de Seúl 1988
Islandia estuvo representada en los Juegos Olímpicos de Seúl 1988 por un total de 32 deportistas que compitieron en 5 deportes.  
El portador de la bandera en la ceremonia de apertura fue el yudoca Bjarni Friðriksson. El equipo olímpico islandés no obtuvo ninguna medalla en estos Juegos.